# 공기펌프자리 세타
공기펌프자리 세타(θ Ant, θ Antliae)는 남반구 하늘 공기펌프자리 방향에 있는 항성이다. 맨눈으로는 하나의 별처럼 보이지만 실제 세타는 두 개의 별로 이루어진 쌍성이다. 밝은 쪽은 +5.30이며 어두운 쪽은 +6.18로 두 별은 함께 +4.78 밝기로 보인다. 시차 자료에 따르면 이 쌍성계는 지구로부터 약 340광년 떨어져 있다.
쌍성의 구성원 중 주성(主星)인 공기펌프자리 세타 A의 분광형은 A8 Vm으로 A형 주계열성이면서 스펙트럼상 강한 중원소 선이 나타남을 뜻한다. 동반성(同伴星) 공기펌프자리 세타 B는 분광형 G7 III의 거성이다. 둘은 18.3년을 1주기로 서로의 질량 중심을 돈다. 궤도이심률은 0.445로 찌그러짐이 심한 편이다. 둘은 서로 가장 멀어졌을 경우 지구에서 봤을 때 각거리상 0.1초각만큼 떨어져 보인다.